# Ben Cornish
Ben Cornish es un deportista británico que compite en vela en la clase Finn. Ganó una medalla de bronce en el Campeonato Europeo de Finn de 2017.

## Palmarés internacional
| \| Campeonato Europeo \| Campeonato Europeo \| Campeonato Europeo \| Campeonato Europeo \| \| Año \| Lugar \| Medalla \| Clase \| \| ------------------ \| ------------------ \| ------------------ \| ------------------ \| \| 2017 \| Marsella (Francia) \| Medalla de bronce \| Finn \| |                    |                   |       |
| Campeonato Europeo |                    |                   |       |
| Año | Lugar              | Medalla           | Clase |
| 2017 | Marsella (Francia) | Medalla de bronce | Finn  |